# Agrias incarnata
Agrias incarnata är en fjärilsart som beskrevs av Peter William Michael 1925. Agrias incarnata ingår i släktet Agrias och familjen praktfjärilar. Inga underarter finns listade i Catalogue of Life.